# Kolejowy silnik spalinowy

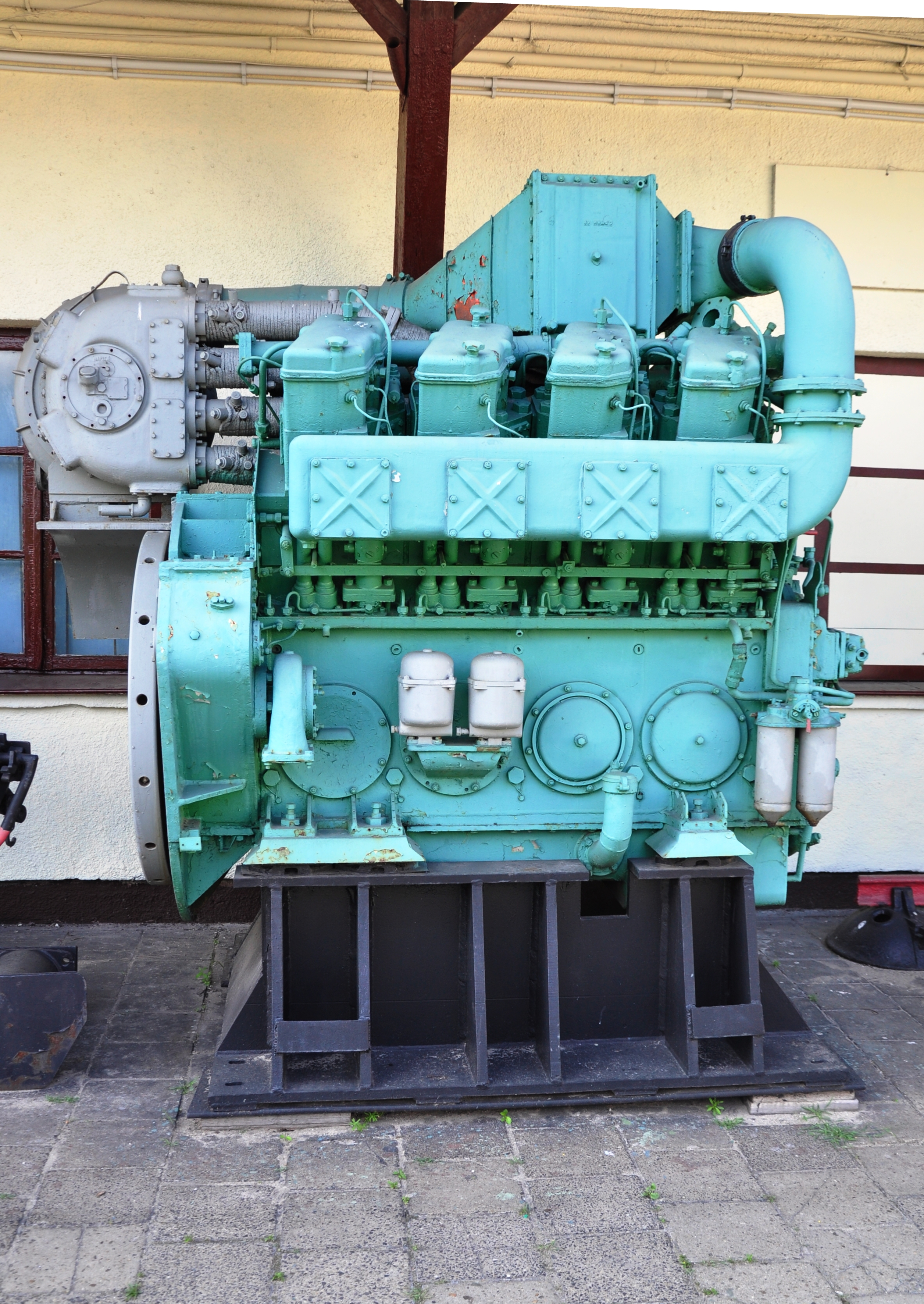
a8C22

Kolejowy silnik spalinowy – z reguły silnik wysokoprężny, o czterosuwowym lub dwusuwowym obiegu pracy, z wtryskiem bezpośrednim (są jednakże wyjątki np. XVI JV 170/240 mający wtrysk pośredni), poza nielicznymi wyjątkami posiadający doładowanie poprzez turbosprężarkę (czasem układ złożony – turbosprężarka i sprężarka), a często wyposażony również w chłodnicę powietrza doładowującego celem wzrostu mocy i sprawności.
Istotnymi zagadnieniami przy projektowaniu spalinowych silników kolejowych są:
- ograniczanie masy i rozmiarów zewnętrznych silnika z uwagi na dodatkowy osprzęt lokomotywy i szczupłość posiadanego miejsca,
- uzyskanie dużej trwałości silnika przy jego jednoczesnym dużym wysileniu,
- uzyskanie niskiego jednostkowego zużycia paliwa przy zachowaniu norm ekologicznych (emisja spalin i ich czystość) oraz utrzymaniu norm poziomu hałasu i wibracji,
- uzyskanie możliwie wąskiego silnika dla lokomotyw manewrowych celem poprawy widoczności z kabiny maszynisty,
- uzyskanie dobrej dynamiki pracy (szybka reakcja na „dodanie gazu”),
- uzyskanie pewności ruchowej (małe nakłady na obsługę bieżącą),
- uzyskanie łatwego rozruchu (układy podgrzewające zimny silnik przed uruchomieniem),
- uzyskanie niskiego zużycia oleju silnikowego poprzez dokładną obróbkę i montaż oraz zapewnienie właściwych temperatur pracy oleju (wydajne chłodnice olejowe, układy wstępnego smarowania silnika z napędem elektrycznym),
- uzyskanie odpowiedniej wytrzymałości zmęczeniowej wału korbowego z uwagi na dużą długość wału korbowego i wielocylindrowość[3].

Odrębną kwestią jest uzyskanie właściwego przepłukania cylindra ze spalin w silniku dwusuwowym. Przy małej mocy ilość spalin i niedostatecznej ich energii do napędu turbosprężarki silnik wymaga odrębnego układu, aby osiągnąć właściwe przepłukanie cylindrów i mieć właściwe napełnienie cylindra świeżym powietrzem. Z tego powodu silniki dwusuwowe mają odrębny układ – jest to najczęściej napędzana mechanicznie sprężarka Rootsa albo dmuchawa mająca odrębny od silnika trakcyjnego napęd. Podczas jazdy z obciążeniem, gdy turbosprężarka od wydatku i energii spalin jest w stanie wygenerować właściwe ciśnienie doładowania – doładowanie mechaniczne zostaje odłączone.
Przykładowo na kontynencie amerykańskim dominują silniki w obiegu dwusuwowym, układzie rzędowym, o bardzo dużej pojemności z cylindra i niskich obrotach pracy (często poniżej 1000 rpm), z wydajnym turbodoładowaniem. Wiąże się to przyjętym układem pracujących tam lokomotyw, mających układ jednokabinowy. Ponadto lekkość konstrukcji silnika nie znajdowała się w USA na pierwszym miejscu – ważne były niskie koszty obsługi i duże przebiegi międzynaprawcze. Na kontynencie europejskim bardziej preferowane były silniki o lżejszej konstrukcji, mniejszej pojemności z jednego cylindra i wyższych obrotach pracy.
| Oznaczenie                       | CD19           | Wola V Roka 300 | a8C22          | Caterpillar C15             | Caterpillar C27 | a8C22W         | 12C22W             | 2112SSF        | W2112SSF       | 2116SSF        | 12LDA28        | PD1M           | 14D40                   | XVI JV 170/240 | GE 7FDL 12 EFI | 12N-710G3B-T2           | ABC 16VDZC   | MTU 16V 4000 R43L | Caterpillar 3512C/12V |
| -------------------------------- | -------------- | --------------- | -------------- | --------------------------- | --------------- | -------------- | ------------------ | -------------- | -------------- | -------------- | -------------- | -------------- | ----------------------- | -------------- | -------------- | ----------------------- | ------------ | ----------------- | --------------------- |
| Obieg                            | czterosuw      | czterosuw       | czterosuw      | czterosuw                   | czterosuw       | czterosuw      | czterosuw          | czterosuw      | czterosuw      | czterosuw      | czterosuw      | czterosuw      | dwusuw                  | czterosuw      | czterosuw      | dwusuw                  | czterosuw    | czterosuw         | czterosuw             |
| Zasilanie                        | pompa sekcyjna | pompa sekcyjna  | pompa sekcyjna | b.d.                        | b.d.            | pompa sekcyjna | pompa sekcyjna     | pompa sekcyjna | pompa sekcyjna | pompa sekcyjna | pompa sekcyjna | pompa sekcyjna | pompa sekcyjna          | b.d.           | common rail    | pompowtryskiwacz        | b.d.         | b.d.              | b.d.                  |
| Układ cylindrów                  | widlasty       | widlasty        | widlasty       | rzędowy                     | widlasty        | widlasty       | widlasty           | widlasty       | widlasty       | widlasty       | dwurzędowy     | rzędowy        | widlasty                | widlasty       | widlasty       | widlasty                | widlasty     | widlasty          | widlasty              |
| Doładowanie                      | brak           | brak            | turbospręż.    | turbospręż.                 | turbospręż.     | turbospręż.    | turbospręż.        | turbospręż.    | turbospręż.    | turbospręż.    | turbospręż.    | turbospręż.    | sprężarka i turbospręż. | b.d.           | turbospręż.    | sprężarka i turbospręż. | turbospręż.  | turbospręż.       | turbospręż.           |
| Intercooler                      | brak           | brak            | brak           | jest                        | jest            | jest           | jest               | jest           | jest           | jest           | brak/jest      | jest           | brak                    | b.d.           | jest           | jest                    | jest         | jest              | jest                  |
| Liczba cylindrów                 | 12             | 12              | 8              | 6                           | 12              | 8              | 12                 | 12             | 12             | 16             | 12             | 6              | 12                      | 16             | 12             | 12                      | 16           | 16                | 12                    |
| Średnica cylindra (mm)           | 190            | 150             | 220            | 137,2                       | 137,2           | 220            | 220                | 210            | 210            | 210            | 280            | 318            | 230                     | 170            | 229            | 230                     | 256          | 170               | 170                   |
| Skok tłoka (mm)                  | 210            | 180             | 270            | 171,4                       | 152,4           | 270            | 270                | 230            | 230            | 230            | 360            | 330            | 300                     | 243            | 267            | 279,4                   | 310          | 210               | 215                   |
| Pojemność skokowa (cm³)          | 73400          | 38150           | 81600          | 15200                       | 27030           | 81600          | 122000             | 95600          | 95600          | 128000         | 266000         | 157200         | 151000                  | 88340          | 131960         | 139300                  | 255200       | 76300             | 58230                 |
| Stopień sprężania                | 15             | b.d.            | 13,5           | 18                          | 16,5            | 13,5           | 12,5               | 11,3           | 11,3           | 11,3           | b.d.           | b.d.           | 14,5                    | 13,5           | 15,7           | b.d.                    | 12,1         | 17,5              | b.d.                  |
| Moc maksymalna (KM)              | 800            | 300             | 800            | 580                         | 962             | 1200           | 1800/1520*         | 1700           | 2250           | 3000           | 2100           | 1200           | 2000                    | 600            | 2900           | 3290                    | 5440         | 3220              | 2108                  |
| Obroty mocy maks. (rpm)          | 1500           | 1500            | 1000           | 2100                        | 1800            | 1000           | 1100               | 1500           | 1500           | 1500           | 750            | 750            | 750                     | 1100           | 1050           | 1000                    | 1000         | 1800              | 1800                  |
| Ciśnienie doładowania (at)       | b.d.           | b.d.            | 1,6            | b.d.                        | b.d.            | 2,1            | 1,9                | 2,0            | 2,4            | 2,4            | 2,1            | b.d.           | 2,0                     | b.d.           | b.d.           | b.d.                    | b.d.         | 3,1               | b.d.                  |
| Średnie ciśnienie użyteczne (at) | 6,5            | 4,72            | 8,8            | 16,35                       | 17,8            | 13,2           | 12,1               | 10,6           | 14,4           | 14,4           | 10,4           | 9,16           | 8,1                     | 5,55           | 18,8           | 10,8                    | 19,2         | 21,1              | 18,0                  |
| Średnia prędkość tłoka (m/s)     | 10,5           | 9               | 9              | 12                          | 9,14            | 9              | 9,9                | 11,5           | 11,5           | 11,5           | 9              | 8,25           | 7,5                     | 8,9            | 9,35           | 9,31                    | 10,33        | 12,6              | 12,9                  |
| Obj.wskaźnik mocy (KM/L)         | 10,9           | 7,86            | 9,8            | 38,16                       | 35,6            | 14,71          | 14,75              | 17,78          | 23,54          | 23,44          | 7,89           | 7,63           | 13,25                   | 6,79           | 21,98          | 23,62                   | 21,32        | 42,2              | 36,0                  |
| Masa silnika (kg)                | 3800           | 800             | 7300           | 1670.                       | 2400 (3004)     | 7400           | 9500               | 8600           | 8600           | 11100          | 21000          | 17000          | 12500                   | 5600           | 15840          | 12475                   | 21750        | 9200              | 6350                  |
| Napędzana lokomotywa             | SM15           | SM30            | SM42           | 111Ed                       | SM42 (6Dg)      | SM31           | SU45-001(SP45-001) | SP/U45         | SU46           | SP47           | ST43           | SM48           | ST44                    | SM41           | ST40           | Class 66                | Voith Maxima | TRAXX F140 DE     | ST48 (15D)            |
| Zastosowanie                     | doświadczalnie | seryjnie        | seryjnie       | seryjnie- silnik pomocniczy | seryjnie        | seryjnie       | prototyp           | seryjnie       | seryjnie       | prototyp       | wczesne wersje | seryjnie       | seryjnie                | seryjnie       | seryjnie       | seryjnie                | seryjnie     | seryjnie          | seryjnie              |

W Polsce silniki projektowano w Centralnym Biurze Konstrukcyjnym Silników Spalinowych (CBKSS) w Warszawie, gdzie oprócz konstrukcji własnych (rodzina silników a8C22 czy 12C22) były dokonywane rozliczne poprawki konstrukcyjne i modyfikacje silników z licencji Fiat (rodzina silników 2112 SSF) i produkowanych następnie w Zakładach H. Cegielskiego w Poznaniu.
Biuro konstrukcyjne było też w Zakładach Mechanicznych im. Marcelego Nowotki w Warszawie, gdzie powstał 12-cylindrowy silnik CD19 o mocy 800 KM – konkurencyjny dla a8C22. Do konstruktorów twórców polskich silników kolejowych można zaliczyć takich inżynierów jak: inż. Zygmunt Okołów, Stanisław Krzętowski, Jan Mazurek, Cyprian Suchocki.